# Brussels Cycling Classic
Brussels Cycling Classic, fram till och med 2012 Paris–Bryssel (Paris–Bruxelles), är ett belgiskt cykellopp som räknas till de europeiska "halvklassikerna". Loppet arrangerades första gången 1893 och är därmed en av de äldsta internationella tävlingarna. 
Belgaren André Henry vann det första loppet 1893, som var ett amatörlopp uppdelat på två dagar. Tävlingen hade sedan uppehåll mellan 1894 och 1905, men tävlingen kom tillbaka 1906 och belgaren Albert Dupont vann tävlingen det året. Ursprungligen gick tävlingen från Paris till Bryssel och sträckan var till och med 1926 vanligen över 40 mil (som mest 44 mil 1913 och 1914). Till och med 1955 var sträckan över 30 mil och så även 1976 samt 1983 till 1986. Sedan år 2000 har distansen legat mellan 20 och 25 mil.
Plats för start och mål har varierat. Starten har, utöver i Paris, legat i orter i Picardie som Senlis, Noyon och Soissons, medan målet, utöver i Bryssel, har legat i Alsemberg, Sint-Genesius-Rode och Anderlecht. Sedan 2013 går tävlingen helt inom Belgiens gränser med start och mål i Bryssel och har därför bytt namn till Brussels Cycling Classic.
Paris-Bryssel låg tidigare mellan Paris-Roubaix och Gent-Wevelgem i kalendern. Tävlingen förlorade prestige under 1960-talet, ställdes in på grund av trafikproblem mellan 1967 och 1972 och den nederländska tävlingen Amstel Gold Race övertog Paris-Bryssels plats i kalendern. När Paris-Bryssel återuppstod 1973 fick den flyttas till september.
Loppet ingick från 2005 i UCI Europe Tour och kategoriserades som 1.HC, men flyttades till UCI ProSeries (1.Pro) när denna bildades 2020.
Robbie McEwen från Australien har rekordet i antal segrar i tävlingen - fem gånger (2002, 2005, 2006, 2007, 2008). Octave Lapize (1911, 1912 och 1913) och Félix Sellier (1922, 1923 och 1924) vann tävlingen tre gånger under sina karriärer.

## Podieplaceringar[1][2]
| År                                           | Vinnare                | Tvåa                       | Trea                       |
| -------------------------------------------- | ---------------------- | -------------------------- | -------------------------- |
| Paris–Bruxelles                              |                        |                            |                            |
| 1893                                         | André Henry            | Charles Delbecque          | Fernand Augenault          |
| 1894-1905 ej arrangerat                      |                        |                            |                            |
| 1906                                         | Albert Dupont          | Jean Patou                 | Guillaume Coeckelberg      |
| 1907                                         | Gustave Garrigou       | Charles Crupelandt         | Robert Wancour             |
| 1908                                         | Lucien Petit-Breton    | Cyrille Van Hauwaert       | Louis Trousselier          |
| 1909                                         | François Faber         | Gustave Garrigou           | Eugène Christophe          |
| 1910                                         | Maurice Brocco         | Octave Lapize              | Cyrille Van Hauwaert       |
| 1911                                         | Octave Lapize          | François Faber             | Charles Crupelandt         |
| 1912                                         | Octave Lapize          | Louis Luguet               | Oscar Egg                  |
| 1913                                         | Octave Lapize          | Cyrille Van Hauwaert       | Charles Crupelandt         |
| 1914                                         | Louis Mottiat          | Louis Heusghem             | Joseph Van Daele           |
| 1915-1918 ej arrangerat första världskriget  |                        |                            |                            |
| 1919                                         | Alexis Michiels        | Emile Masson               | Francis Pélissier          |
| 1920                                         | Henri Pélissier        | Louis Mottiat              | René Vermandel             |
| 1921                                         | Robert Reboul          | Arthur Claerhout           | Alfons Van Hecke           |
| 1922                                         | Félix Sellier          | Laurent Seret              | René Vermandel             |
| 1923                                         | Félix Sellier          | Maurice De Waele           | Alfons Van Hecke           |
| 1924                                         | Félix Sellier          | Gerard Debaets             | Marcel Colleu              |
| 1925                                         | Gerard Debaets         | Adelin Benoît              | Nicolas Frantz             |
| 1926                                         | Denis Verschueren      | Joseph Van Dam             | Félix Sellier              |
| 1927                                         | Nicolas Frantz         | Marcel Huot                | Maurice De Waele           |
| 1928                                         | Georges Ronsse         | Nicolas Frantz             | Hubert Opperman            |
| 1929                                         | Pé Verhaegen           | Maurice De Waele           | Nicolas Frantz             |
| 1930                                         | Ernest Mottard         | Jef Demuysere              | Leander Ghyssels           |
| 1931                                         | Jean Aerts             | Frans Bonduel              | Romain Gijssels            |
| 1932                                         | Julien Vervaecke       | Gerard Loncke              | Georges Ronsse             |
| 1933                                         | Albert Barthélémy      | Alfons Ghesquière          | Gerhard Esser              |
| 1934                                         | Frans Bonduel          | Edgard De Caluwé           | Romain Maes                |
| 1935                                         | Edgard De Caluwé       | Louis Hardiquest           | Frans Bonduel              |
| 1936                                         | Eloi Meulenberg        | Frans Bonduel              | Louis Hardiquest           |
| 1937                                         | Albert Beckaert        | Frans Bonduel              | Jules Lowie                |
| 1938                                         | Marcel Kint            | Romain Maes                | Léon Louyet                |
| 1939                                         | Frans Bonduel          | Albert Hendrickx           | Lucien Storme              |
| 1940-1945 ej arrangerat (andra världskriget) |                        |                            |                            |
| 1946                                         | Briek Schotte          | Sylvain Grysolle           | André Declerck             |
| 1947                                         | Ernest Sterckx         | Maurice Desimpelaere       | Alphonse De Vreese         |
| 1948                                         | Lode Poels             | Albert Sercu               | Jean Bogaerts              |
| 1949                                         | Maurice Diot           | Emmanuel Thoma             | Jacques Moujica            |
| 1950                                         | Rik Van Steenbergen    | Guy Lapébie                | Karel De Baere             |
| 1951                                         | Jean Guéguen           | Bernard Gauthier           | Jean Baldassari            |
| 1952                                         | Briek Schotte          | Marcel Dussault            | Roger De Corte             |
| 1953                                         | Loretto Petrucci       | Briek Schotte              | Lode Anthonis              |
| 1954                                         | Marcel Hendrickx       | Germain Derycke            | Ferdinand Kübler           |
| 1955                                         | Marcel Hendrickx       | Gilbert Scodeller          | Germain Derycke            |
| 1956                                         | Rik Van Looy           | Bernard Gauthier           | Rik Van Steenbergen        |
| 1957                                         | Leon Van Daele         | Raymond Impanis            | Jean Adriaensens           |
| 1958                                         | Rik Van Looy           | Pino Cerami                | Armand Desmet              |
| 1959                                         | Frans Schoubben        | Willy Vannitsen            | Miguel Poblet              |
| 1960                                         | Pierre Everaert        | André Darrigade            | Jean Graczyk               |
| 1961                                         | Pino Cerami            | Gilbert Desmet             | Frans Schoubben            |
| 1962                                         | Joseph Wouters         | Noël Foré                  | Martin Van Geneugden       |
| 1963                                         | Jean Stablinski        | Tom Simpson                | Peter Post                 |
| 1964                                         | Georges Van Coningsloo | Rik Van Looy               | Benoni Beheyt              |
| 1965                                         | Edward Sels            | Roger Verheyden            | Willy Bocklant             |
| 1966                                         | Felice Gimondi         | Willy Planckaert           | Rik Van Looy               |
| 1967-1972 ej arrangerat                      |                        |                            |                            |
| 1973                                         | Eddy Merckx            | Frans Verbeeck             | Rik Van Linden             |
| 1974                                         | Marc Demeyer           | Roger De Vlaeminck         | Roger Rosiers              |
| 1975                                         | Freddy Maertens        | Eddy Merckx                | André Dierickx             |
| 1976                                         | Felice Gimondi         | Hennie Kuiper              | Antoine Houbrechts         |
| 1977                                         | Ludo Peeters           | Marc Demeyer               | Bernard Hinault            |
| 1978                                         | Jan Raas               | Gerrie Knetemann           | Jean-Luc Vandenbroucke     |
| 1979                                         | Ludo Peeters           | André Dierickx             | Martin Havik               |
| 1980                                         | Pierino Gavazzi        | Marc Demeyer               | Jean-Philippe Vandenbrande |
| 1981                                         | Roger De Vlaeminck     | Jan Raas                   | Jan Bogaert                |
| 1982                                         | Jacques Hanegraaf      | Pascal Jules               | Johan van der Velde        |
| 1983                                         | Tommy Prim             | Daniel Rossel              | Rolf Hofeditz              |
| 1984                                         | Eric Vanderaerden      | Charly Mottet              | Eric Van Lancker           |
| 1985                                         | Adri van der Poel      | Jean-Philippe Vandenbrande | Pierino Gavazzi            |
| 1986                                         | Guido Bontempi         | Sean Kelly                 | Johan Capiot               |
| 1987                                         | Wim Arras              | Jozef Lieckens             | Eric Vanderaerden          |
| 1988                                         | Rolf Gölz              | Laurent Fignon             | Marnix Lameire             |
| 1989                                         | Jelle Nijdam           | Carlo Bomans               | Marcel Wüst                |
| 1990                                         | Franco Ballerini       | Michel Dernies             | Danny Neskens              |
| 1991                                         | Brian Holm             | Olaf Ludwig                | Johan Museeuw              |
| 1992                                         | Rolf Sørensen          | Frans Maassen              | Phil Anderson              |
| 1993                                         | Francis Moreau         | Jelle Nijdam               | Johan Museeuw              |
| 1994                                         | Rolf Sørensen          | Franco Ballerini           | Sean Yates                 |
| 1995                                         | Frank Vandenbroucke    | Frank Corvers              | Rolf Sørensen              |
| 1996                                         | Andrea Tafi            | Johan Museeuw              | Michele Bartoli            |
| 1997                                         | Alessandro Bertolini   | Andrei Tchmil              | Andrea Tafi                |
| 1998                                         | Stefano Zanini         | Mirko Celestino            | Michele Bartoli            |
| 1999                                         | Romāns Vainšteins      | Beat Zberg                 | Fabio Baldato              |
| 2000                                         | Max van Heeswijk       | Frank Høj                  | Ludovic Capelle            |
| 2001                                         | Emmanuel Magnien       | Niko Eeckhout              | Romāns Vainšteins          |
| 2002                                         | Robbie McEwen          | Olaf Pollack               | Jans Koerts                |
| 2003                                         | Kim Kirchen            | László Bodrogi             | Maryan Hary                |
| 2004                                         | Nick Nuyens            | Philippe Gilbert           | Allan Johansen             |
| 2005                                         | Robbie McEwen          | Stefan van Dijk            | Jean-Patrick Nazon         |
| 2006                                         | Robbie McEwen          | Tom Boonen                 | Steven de Jongh            |
| 2007                                         | Robbie McEwen          | Jeremy Hunt                | Honorio Machado            |
| 2008                                         | Robbie McEwen          | Gert Steegmans             | Luca Paolini               |
| 2009                                         | Matthew Goss           | Allan Davis                | Kristof Goddaert           |
| 2010                                         | Francisco José Ventoso | Romain Feillu              | Stefan van Dijk            |
| 2011                                         | Denis Galimzyanov      | Jaŭhen Hutarovitj          | Anthony Ravard             |
| 2012                                         | Tom Boonen             | Mark Renshaw               | Óscar Freire               |
| Brussels Cycling Classic                     |                        |                            |                            |
| 2013                                         | André Greipel          | John Degenkolb             | Nacer Bouhanni             |
| 2014                                         | André Greipel          | Elia Viviani               | Arnaud Démare              |
| 2015                                         | Dylan Groenewegen      | Roy Jans                   | Tom Boonen                 |
| 2016                                         | Tom Boonen             | Arnaud Démare              | Nacer Bouhanni             |
| 2017                                         | Arnaud Démare          | Marko Kump                 | André Greipel              |
| 2018                                         | Pascal Ackermann       | Jasper Stuyven             | Thomas Boudat              |
| 2019                                         | Caleb Ewan             | Pascal Ackermann           | Jasper Philipsen           |
| 2020                                         | Tim Merlier            | Davide Ballerini           | Nacer Bouhanni             |
| 2021                                         | Remco Evenepoel        | Aimé De Gendt              | Tosh Van der Sande         |
| 2022                                         | Taco van der Hoorn     | Thimo Willems              | Tobias Bayer               |
| 2023                                         | Arnaud Démare          | Tobias Lund Andresen       | Jordi Meeus                |
| 2024                                         | Jonas Abrahamsen       | Biniam Girmay              | Kaden Groves               |